# Marquesado de Villagarcía
El marquesado de Villagarcía es un título nobiliario español creado por el rey Felipe IV de España, por real decreto del 23 de junio de 1654 y real despacho del 7 de marzo de 1655, a favor de Mauro de Mendoza y Sotomayor. Por real decreto de 13 de diciembre de 1654, el rey le concedió el título de vizconde de Barrantes.
La denominación del título se refiere a la localidad y municipio de Villagarcía de Arosa en la provincia de Pontevedra.

## Historia de los marqueses de Villagarcía
- Mauro de Mendoza y Sotomayor (Villagarcía de Arosa, 15 de enero de 1594-7 de enero de 1673), I marqués de Villagarcía, I vizconde de Barrantes y caballero de la Orden de Calatrava.[2] El rey Felipe IV lo nombró gobernador de la provincia de Charcas, aunque no aceptó el cargo.[1] Era hijo de Rodrigo de Mendoza y de Urraca de Sotomayor.[1]

Casó, en 1632, con Antonia de Caamaño y Mendoza (m. 17 de noviembre de 1698), V señora de la Casa de Rubianes. Sucedió su hijo:
- Antonio Domingo de Mendoza Caamaño y Sotomayor (Pontevedra, 2 de marzo de 1638-Madrid, 10 de mayo de 1714), II marqués de Villagarcía,[4] VI señor de la Casa de Rubianes,[3] II vizconde de Barrantes,[1] caballero de la Orden de Santiago, embajador extraordinario en Francia, embajador en Venecia y virrey de Valencia.[4]

Casó, el 19 de diciembre de 1660, con Juana Catalina de Ribera y Ronquillo (m.1699), hija de Diego de Ribera y Báñez y su esposa Catalina Ronquillo, hija de Francisco Ronquillo y de Catalina Fonseca. Fueron padres de cuatro hijos, entre ellos, su sucesor y Antonia de Mendoza y Caamaño, casada con Diego Fernández de Córdoba, IV conde de Villarompardo. Sucedió su primogénito:
- Antonio José de Mendoza Caamaño y Sotomayor (Las Vegas de Matute (Segovia), 13 de marzo de 1667[1]-14 de diciembre de 1746), III marqués de Villagarcía, VII señor de la Casa de Rubianes,[3] III vizconde de Barrantes,[1] embajador en Venecia y en Lisboa, virrey de Cataluña, virrey del Perú y presidente de la Real Audiencia de la ciudad de los Reyes.

Casó con Clara Benita de Barrionuevo y Monroy, IV marquesa de Monroy. Sucedió su hijo:
- Rodrigo Antonio de Monroy y Mendoza (Valencia, 17 de junio de 1701-Madrid, 22 de agosto de 1781),[6], IV marqués de Villagarcía,[1] VIII señor de la Casa de Rubianes, grande de España,[3] V marqués de Monroy,[7] VI marqués de Cusano[7] y IV vizconde de Barrantes.[1]

Casó el 13 de junio de 1736, en Toledo, con su prima segunda, Blasa Pantoja y Bellvís de Moncada (1714-1793), IX condesa de Torrejón, grande de España, VI marquesa de Valencina, IX condesa de Villaverde, señora de Mocejón y Benacazón y XI poseedora del oficio de alférez mayor perpetuo de Toledo, hija de Félix Francisco Pantoja de Carvajal, VII conde de Torrejón y IV marqués de Valencina, alférez mayor perpetuo de la Imperial Ciudad de Toledo y su Reino, como poseedor del mayorazgo de Silva, y de su esposa María Josefa Bellvís Moncada y Exarch (m. 21 de diciembre de 1758) Al no tener descendencia, en su testamento de 5 de mayo de 1771, nombró a su sobrino «su sucesor y heredero en los mayorazgos y títulos». Este sobrino era hijo de su hermana María Josefa Alberta y de su esposo Jerónimo María de Oca Nieto de Silva Cisneros y Moctezuma, VII conde de Moctezuma de Tultengo, IV marqués de Tenebrón, VII vizconde de Ilucán y señor de Celme.
- Joaquín Ginés de Oca Mendoza Caamaño Sotomayor (20 de marzo de 1733-31 de agosto de 1795), V marqués de Villagarcía,[1][12] IX señor de la Casa de Rubianes,[3] V vizconde de Barrantes,[10] VI marqués de Monroy,[12] VIII conde de Moctezuma de Tultengo,[6] V marqués de Tenebrón,[6] VII marqués de Cusano,  señor de Vista Alegre y del Celme y caballero de la Orden de Santiago.[12]

Casó en primeras nupcias con María de los Dolores Fernández de Córdoba y Moncada (m. 17 de abril de 1770), hija de Luis Antonio Fernández de Córdoba-Figueroa y Spínola de la Cerda, XI duque de Medinaceli y de su primera esposa, María Teresa de Moncada Aragón y Benavides, VII duquesa de Camiña (V título de Castilla). Contrajo un segundo matrimonio con María Ignacia Idiáquez y Palafox. Sin descendencia, sucedió su hermana:
- Clara de Oca y Mendoza Caamaño (Madrid, 28 de mayo de 1723-Madrid, 11 de febrero de 1799), VI marquesa de Villagarcía,[10] X señora de la Casa de Rubianes,[3]  VII marquesa de Monroy,[13] IX condesa de Moctezuma de Tultengo, VI marquesa de Tenebrón, marquesa de Cusano, VI vizcondesa de Barrantes,[10] IX vizcondesa de Ilucan, etc.[13]

Soltera y sin descendientes, a su muerte se repartieron sus títulos y después de un largo pleito de tenuta. Los mayorazgos de Barrantes y Vista Alegre y os títulos de Villagarcía y Barrantes fueron adjudicados a Joaquín de Armesto y Teixeiro, mientras que la casa y señorío de Rubianes, con grandeza de España, recayeron en José Ramón Ozores y Calo Romero de Villafañe. Sucedió:
- Joaquín de Mendoza Sotomayor Armesto y Teixero, también llamado Joaquín de Armesto y Teixeiro (m. 1825), VII marqués de Villagarcía,[14] VII vizconde de Barrantes, oidor de la Real Chancilleria de Valladolid y señor de numerosos lugares.[14]

Casó con María Jesús Teresa Cortés y de la Rocha. Nacieron dos hijas de este matrimonio: Mercedes, casada con Ramón Arias Quiroga y Orbán, y Rosa de Armesto y Cortés, esposa de Rodrigo Rodríguez de Campomanes y Sánchez de Orozco, conde de Campomanes y vizconde de Orderías. Le sucedió su sobrino, hijo de su hermana Inés Armesto Teixeiro y de su esposo, Benito Álvarez de Lorenzana Válgoma.
- Francisco de Mendoza Sotomayor Álvarez de Lorenzana y Armesto (Cacabelos, 4 de octubre de 1802[14]-6 de octubre de 1849), VIII marqués de Villagarcía,[14] senador y diputado.[15]

Casó con María de la Concepción Castro Casal. Sucedió, en 1860, su hija:
- María del Carmen Álvarez de Lorenzana y Castro (m. París, octubre, 1892), IX marquesa de Villagarcía.[16]

Casó con Raúl Grammont. Le sucedió en 1895, su primo:
- Rodrigo de Mendoza y Sotomayor Barrio y Álvarez de Lorenzana, X marqués de Villagarcía[14] y X vizconde de Barrantes (renunció el vizcondado de 1870).[14]

En 1896, sucedió su hijo:
- Rodrigo de Barrio Domínguez (c. 1925), XI marqués de Villagarcía.[17][18] La sucesión en el título después de su muerte fue solicitado por César de Diego y Testé para su esposa Doña María Barrio y Domínguez, por el mismo para don Jesús Barrio y Domínguez, y por doña Hermita Santomera para su hijo José Barrio (Santomera), Real carta de sucesión en el título Marqués de Villagarcía, por fallecimiento de D. Rodrigo de Barrio y Domínguez.[19]

Sucedió su hermana en 1927:
- María de Barrio y Domínguez (m. Villagarcía de Arosa, 26 de diciembre de 1934),[10] XII marquesa de Villagarcía[20]

Casó con César de Diego y Testé. En 1935, su hija. María de las Angustias de Diego y Barrio, comenzó a utilizar el título. Había casado con el doctor Manuel Sánchez y González. Sin embargo no consta que haya obtenido la convalidación del título y en 1955, su hijo sucedió a su abuela, la XII marquesa de Villagarcía.
- César Sánchez de Diego, XIII marqués de Villagarcía.[22] Había solicitado la sucesión en enero de 1951 como único heredero de su fallecida madre, María de las Angustias de Diego Barrio.[23]

El título fue disputado por un primo de la anterior marquesa y el 22 de septiembre de 1961 se canceló la carta de sucesión del XII marqués y se expidió carta de sucesión a favor de José Barrio Santamera.
- José Barrio Santamera (m. Buenos Aires, 3 de mayo de 1971), XIV marqués de Villagarcía.[25][24]

Sin descendencia, sucedió su sobrino:
- Cristóbal María Deza Barrio (n. Santiago de Compostela, 1 de agosto de 1925), XV marqués de Villagarcía,[26] coronel médico y director del Hospital de Marina en El Ferrol.[27]

Casó con Luisa Inés Gordo y Romero de Tejada. Sucedió su hijo:
- Cristóbal Emilio Deza Gordo (El Ferrol, 24 de agosto de 1965-El Ferrol, 27 de abril de 2021), XVI marqués de Villagarcía[28] y abogado.

Casó con María Elena (Beba) García-Señorans y Álvarez. Sucedió su hija:
- María Elena Deza García-Señorans, XVII marquesa de Villagarcía.[29]